# 壽福眞美
壽福 眞美（じゅふく まさみ、1947年1月20日- ）は、日本の社会学者。法政大学社会学部名誉教授。専門はドイツ社会思想、環境倫理、エコロジー、フェミニズム、社会哲学。

## 経歴
鹿児島県鹿児島市出身。鹿児島県立鶴丸高等学校卒、1971年一橋大学法学部卒、76年一橋大学大学院社会学研究科ドイツ社会思想史博士後期課程単位取得満期退学、法政大学社会学部助手、77年専任講師、79年助教授、86年教授、2015年法政大学サスティナブル研究所副所長。2017年名誉教授。
1980-1981年西ドイツ・エアランゲン大学、1983年ベルリン大学、ハンガリー歴史研究所留学。

## 著書
- 『批判的理性の社会哲学―カント左派とヘーゲル左派』法政大学出版局 1996

### 共編
- 『規範理論の探求と公共圏の可能性』舩橋晴俊共編 法政大学出版局　2013
- 『公共圏と熟議民主主義 現代社会の問題解決』舩橋晴俊共編著 法政大学出版局 2013

### 翻訳
- ロルフ・K.ホッチェヴァール『ヘーゲルとプロイセン国家』法政大学出版局 りぶらりあ選書 1982
- クラウス・オッフェ『後期資本制社会システム 資本制的民主制の諸制度』編訳 法政大学出版局 叢書・ウニベルシタス 1988
- ヘルムート・G.ハーシス『共和主義の地下水脈 ドイツ・ジャコバン派1789-1849年』新評論 1990
- クラウス・エーダー『自然の社会化 エコロジー的理性批判』法政大学出版局 叢書・ウニベルシタス 1992
- メアリ・メラー『境界線を破る! エコ・フェミ社会主義に向かって』後藤浩子共訳 新評論 1993
- アンドリュー・カトロッフェロ『暁のフクロウ―続・精神の現象学』法政大学出版局  叢書・ウニベルシタス 1999
- ロッシ・ブライドッチ,ザビーネ・ホイスラー,エヴァ・チャルキエヴィッチ,サスキア・ワイヤリンガ『グローバル・フェミニズム―女性・環境・持続可能な開発』後藤浩子,海津友子,戸原正法,平山誠,荒井正敏共訳 青木書店 1999
- エックハルト・マインベイク『エコロジー人間学 ホモ・エコロギクスー共-生の人間像を描く』後藤浩子共訳  新評論  2001
- ノルベルト・ボルツ,アンドレアス・ミュンケル編 『人間とは何か その誕生からネット化社会まで』法政大学出版局 叢書・ウニベルシタス 2009

## 論文
- <寿福真美